# آی‌ان‌اس ادیتیا (ای۵۹)
آی‌ان‌اس ادیتیا (ای۵۹) (به انگلیسی: INS Aditya (A59)) یک کشتی بود که طول آن ۱۷۲٫۰ متر (۵۶۴٫۳ فوت) بود.